# Hexarrhopala
Hexarrhopala is een kevergeslacht uit de familie van de boktorren (Cerambycidae). De wetenschappelijke naam van het geslacht werd voor het eerst geldig gepubliceerd in 1890 door Gahan.

## Soorten
Hexarrhopala omvat de volgende soorten:
- Hexarrhopala apicalis Gahan, 1890
- Hexarrhopala gahani Aurivillius, 1913
- Hexarrhopala rufipennis Aurivillius, 1916